# Sterculia speciosa
Sterculia speciosa är en malvaväxtart som beskrevs av Karl Moritz Schumann. Sterculia speciosa ingår i släktet Sterculia och familjen malvaväxter. Inga underarter finns listade i Catalogue of Life.